# Harta (magazine)
Pour les articles homonymes, voir Harta.
Harta (ハルタ, Haruta) est un magazine japonais mensuel de prépublication de mangas de type seinen édité par Enterbrain, marque de Kadokawa, depuis le 15 février 2013. Il est créé pour remplacer le Fellows! lancé le 14 octobre 2008,.

## Séries parues (liste non exhaustive)
- Bride Stories
- Gisèle Alain
- Hinamatsuri
- Immortal Hounds
- Isabella Bird, femme exploratrice
- Minuscule
- Reine d'Égypte
- Rudolf Turkey
- Sakamoto, pour vous servir !
- Wolfsmund